# Église Saint-Aubin de Saint-Aubin-sur-Risle
Pour les articles homonymes, voir Saint-Aubin et Aubin.
L'église Saint-Aubin est située à Mesnil-en-Ouche, dans l'Eure. Construite à partir du XVe siècle, elle est inscrite au titre des monuments historiques,.

## Historique
La nef a été construite à Saint-Aubin-sur-Risle dans la seconde moitié du XVe siècle, le chœur est achevé en 1546.

## Protection
L'église est inscrite au titre des monuments historiques le 17 janvier 1955,.